# Daramô
Daramô (estilizado como DARAMÔ) é o sexto álbum de estúdio do cantor e compositor brasileiro Tiago Iorc, lançado em 3 de novembro de 2022, através do selo discográfico SLAP da gravadora Som Livre.

## Antecedentes e desenvolvimento
Após o lançamento dos álbuns Reconstrução e Acústico MTV, ambos em 2019, Iorc lançou dois singles avulsos: "Você pra Sempre em Mim" em 2020 e "Masculinidade" em 2021.
A capa do álbum é assinada pelo fotografo Hugo Toni.

## Lançamento
Iorc anunciou em 27 de outubro de 2022 o lançamento de Daramô em suas mídias sociais para de 3 novembro do mesmo ano.

## Prêmios e indicações
| Ano  | Premiação     | Categoria                                 | Resultado | Ref.  |
| ---- | ------------- | ----------------------------------------- | --------- | ----- |
| 2023 | Grammy Latino | Melhor Álbum de Música Popular Brasileira | Indicado  | [ 4 ] |

## Lista de faixas
Todas as faixas produzidas por Paul Ralphes, exceto onde especificado. 
| N.º            | Título                                               | Compositor(es)                                                     | Produtor(es)        | Duração |  |
| 1.             | "Saudade Boa"                                        | Tiago Iorc Duda Rodrigues                                          |                     | 2:56    |  |
| 2.             | "Papinho"                                            | Iorc Rodrigues Lôu Cascudo                                         | Ralphes Lux & Tróia | 2:40    |  |
| 3.             | "Quero Você Pra Mim"                                 | Iorc                                                               |                     | 3:09    |  |
| 4.             | "Tudo Que a Fé Pode Tocar"                           | Iorc Rodrigues                                                     |                     | 3:39    |  |
| 5.             | "Ciumeira"                                           | A. Paula D. Ferrari E. Matos G. Ferraz P. Pires R. Antonio S. Neto |                     | 2:31    |  |
| 6.             | "Laiá Laiá"                                          | Iorc Lux Ferreira Mateus Asato                                     |                     | 1:29    |  |
| 7.             | "Dor de Cabeça"                                      | Iorc Rodrigues                                                     |                     | 1:08    |  |
| 8.             | "Você"                                               | Iorc                                                               |                     | 3:16    |  |
| 9.             | "Daramô"                                             | Iorc Rodrigues                                                     |                     | 2:30    |  |
| 10.            | "Que Cansaço É Não Amar" (com Ganhadeiras de Itapuã) | Iorc Rodrigues                                                     |                     | 4:37    |  |
| Duração total: | Duração total:                                       | Duração total:                                                     | Duração total:      | 27:58   |  |

Notas
- Todas as faixas são estilizadas em caixa baixa, exceto a faixa 6.

## Turnê

### Datas
| Datas               | Datas                 | Datas               | Datas  | Datas                                  |
| Data                | Cidade                | Estado              | País   | Local                                  |
| ------------------- | --------------------- | ------------------- | ------ | -------------------------------------- |
| 19 de maio de 2023  | Passo Fundo           | Rio Grande do Sul   | Brasil | Arena Gran Palazzo                     |
| 20 de maio de 2023  | Porto Alegre          | Rio Grande do Sul   | Brasil | Auditório Araújo Vianna                |
| 26 de maio de 2023  | Ribeirão Preto        | São Paulo           | Brasil | Centro de Eventos Ribeirão Preto       |
| 27 de maio de 2023  | São Paulo             | São Paulo           | Brasil | Vibra São Paulo                        |
| 2 de junho de 2023  | Curitiba              | Paraná              | Brasil | Live Curitiba                          |
| 3 de junho de 2023  | São José              | Santa Catarina      | Brasil | Hard Rock Live Florianópolis           |
| 10 de junho de 2023 | Belém                 | Pará                | Brasil | Assembléia Paraense                    |
| 11 de junho de 2023 | Campinas              | São Paulo           | Brasil | Expo Dom Pedro                         |
| 16 de junho de 2023 | Brasília              | Distrito Federal    | Brasil | Centro de Convenções Ulysses Guimarães |
| 17 de junho de 2023 | Goiânia               | Goiás               | Brasil | Teatro da PUC                          |
| 23 de junho de 2023 | Vitória               | Espírito Santo      | Brasil | Espaço Patrick Ribeiro                 |
| 24 de junho de 2023 | Rio de Janeiro        | Rio de Janeiro      | Brasil | Qualistage                             |
| 30 de junho de 2023 | São José dos Campos   | São Paulo           | Brasil | Palácio Sunset                         |
| 1 de julho de 2023  | São José do Rio Preto | São Paulo           | Brasil | Centro Regional de Eventos             |
| 7 de julho de 2023  | Aracaju               | Sergipe             | Brasil | Espaço Iate Clube                      |
| 8 de julho de 2023  | Salvador              | Bahia               | Brasil | Concha Acústica                        |
| 14 de julho de 2023 | Natal                 | Rio Grande do Norte | Brasil | Teatro Riachuelo                       |
| 15 de julho de 2023 | Fortaleza             | Ceará               | Brasil | Estacionamento Shopping Iguatemi       |
| 20 de julho de 2023 | João Pessoa           | Paraíba             | Brasil | Teatro Pedra do Reino                  |
| 21 de julho de 2023 | Recife                | Pernambuco          | Brasil | Teatro Guararapes                      |
| 22 de julho de 2023 | Maceió                | Alagoas             | Brasil | Espaço Armazém                         |
| 28 de julho de 2023 | Belo Horizonte        | Minas Gerais        | Brasil | Arena Hall                             |